# Leptolaena masoalensis
Leptolaena masoalensis – bardzo rzadko spotykany gatunek rodzaju Leptolaena z rodziny Sarcolaenaceae. Występuje naturalnie na Madagaskarze, na terenie dawnej prowincji Antsiranana (w Parku Narodowym Masoala). 
Występuje na obszarze zaledwie 0,126 ha. Naturalnym siedliskiem są wiecznie zielone niskie lasy lub zarośla.
Według Czerwonej Księgi jest gatunkiem krytycznie zagrożonym. Ma bardzo ograniczony zasięg występowania (tylko jedno siedlisko). Pozostało mniej niż 50 dorosłych osobników. Jego populacja cały czas maleje z powodu utraty siedlisk i słabej regeneracji.